# شعر نورس باستان
شعر نورس باستان گونه‌های گوناگونی از سرودها را دربرمی‌گیرد که به زبان زبان نورس باستان، در دوره‌ای از سدهٔ هشتم تا پایان سدهٔ سیزدهم میلادی سروده شده‌اند. این اشعار با منطقه‌ای که امروزه اسکاندیناوی نامیده می‌شود پیوند دارند. بسیاری از اشعار نورس باستان در آغاز در سنت شفاهی حفظ می‌شدند، اما پس از آن‌که زبان نورس باستان از میان رفت، نوشتن به این زبان بیشتر به زمینه‌های تاریخی محدود شد تا آفرینش‌های تازهٔ ادبی، که این وضعیت برای زبان خاموش معمول است. آنچه امروزه از شعر نورس باستان در دست داریم، از راه نوشته‌های برجای‌مانده منتقل شده است. بیشتر اشعار نورس باستانی که باقی مانده‌اند در ایسلند سروده یا نگاشته شده‌اند، آن هم پس از آن‌که فنون پیشرفتهٔ نگارش همچون بهره‌گیری از کاغذ پوست، پوست‌آگهی، قلم و مرکب رایج شد—و به‌نظر می‌رسد این هم‌زمان با ورود مسیحیت بوده است؛ ازاین‌رو، در متون ادبی گاه به مجموعهٔ شعر نورس باستان با عنوان شعر ایسلندی باستان نیز اشاره می‌شود.
افزون بر این، حدود ۱۲۲ بیت به خط خط رونی سوئدی، ۵۴ بیت به خط نروژی و ۱۲ بیت به خط دانمارکی برجای مانده‌اند (نگاه کنید به سنگ ایگیوم).
شعر در جهان اجتماعی و دینی وایکینگ‌ها نقشی مهم داشته است. در اسکالدزکاپارمال، اسنوری استورلوسون افسانه‌ای را روایت می‌کند که چگونه اودین شهد شعر را به آسگارد آورد. حتی در کهن‌ترین اشعار برجای‌مانده، از شعر با عباراتی چون «نوشیدنی خدای کلاغ (= اودین)» یاد شده است، که این خود گواهی است بر جایگاه برجستهٔ شعر در فرهنگ کهن اسکاندیناوی.
شعر نورس باستان از شعر واج‌آرای مشترک فرهنگ ژرمنی ریشه گرفته و به همین دلیل شباهت‌های بسیاری با شعر در ادبیات انگلیسی باستان، ساکسونی باستان و آلمانی بالای باستان دارد، از جمله واج‌آرایی، استعاره‌های شعری موسوم به کنینگ، و واژگان گستردهٔ مترادف‌های شعری که هیتی نامیده می‌شوند.
شعر نورس باستان به‌طور سنتی، و تا اندازه‌ای به‌صورت قراردادی، به دو گونه بخش می‌شود: اِدای منظوم (که به آن شعر ادایی نیز گفته می‌شود) و اسکالد. شعر ادایی به سروده‌هایی با درون‌مایه‌های اسطوره‌ای یا قهرمانان باستانی اطلاق می‌شود که در وزن‌های ساده‌تر سروده شده و سرایندگان آن‌ها ناشناس‌اند. بیشتر این اشعار در نسخه‌خطی کودکس رژیوس حفظ شده‌اند، اما شماری دیگر در نسخه‌هایی چون AM 748 I 4to نیز یافت می‌شوند. از سوی دیگر، شعر اسکالدی اغلب به مدح شاهان و بزرگان زنده اختصاص دارد، در وزن‌هایی پیچیده‌تر و به قلم سرایندگانی شناخته‌شده که به آن‌ها اسکالد گفته می‌شود.

## گونه‌های شعر
گونه‌های گوناگونی از شعر نورس باستان باقی مانده‌اند. از میان آن‌ها، اشعار اسکالدی و ادایی از اهمیت ویژه‌ای برای پژوهشگران برخوردارند. با این حال، اشعار پراکنده‌ای که از منابع دیگر به‌جا مانده‌اند نیز حائز توجه‌اند. اگرچه شعرهای اسکالدی و ادایی هر دو به زبان نورس باستان سروده شده‌اند و ویژگی‌هایی همچون واج‌آرایی در هر دو یافت می‌شود، پژوهشگران معمولاً بر پایهٔ ویژگی‌های خاصی این دو را از هم متمایز می‌دانند.

### تمایز میان شعر اسکالدی و ادایی
تمایز میان این دو گونهٔ شعری نزد پژوهشگران بیشتر بر پایهٔ تفاوت‌های نسخه‌شناختی و تفاوت در محتوا و سبک آن‌ها استوار است.

#### نسخه‌های خطی
یکی از تمایزهای اصلی میان شعر اسکالدی و ادایی از منشأ نسخه‌خطی آثار شناخته‌شده ناشی می‌شود. بخش عمده‌ای از آثاری که «ادایی» خوانده می‌شوند فقط در کودکس رژیوس آمده‌اند، هرچند شماری از شعرهای این نسخه در نسخهٔ مستقل AM 748 I 4to نیز دیده می‌شوند. برخی ابیات این اشعار ادایی همچنین در ادای منثور به‌عنوان شاهد آورده شده‌اند. اشعاری که در نسخه‌های آغازین ادایی وجود ندارند اما از نظر سبک مشابه‌اند نیز در دستهٔ اشعار ادایی قرار می‌گیرند. از این جمله‌اند: «سرود ریگ» از Codex Wormianus، «سرود هیندلا» از فلاتی‌یاربوک، و «سرود سویپداگ» که فقط در نسخه‌های کاغذی دیرتر (نه بر پوست) دیده می‌شود. همگی این اشعار در زیر عنوان نسبتاً انعطاف‌پذیر ادای منظوم جای می‌گیرند.

#### محتوا و سبک
در مقایسه با سبک اصلی اسکالدی، اشعار ادایی معمولاً با سه ویژگی شناخته می‌شوند: موضوع آن‌ها به اسطوره‌شناسی، قهرمانان کهن و اخلاقیات نورس باستانی مربوط است. همچنین سبک ادایی با سادگی نسبی در قالب و وزن مشخص می‌شود و «مانند ترانه‌ها و بالادهای مردمی دیرتر، بی‌نام‌اند و بی‌طرف، و احساسات یا نگرش سراینده را آشکار نمی‌سازند». در مقابل، شعر اسکالدی معمولاً به رویدادها و شخصیت‌های معاصر می‌پردازد، هرچند گاه به افسانه و اسطوره نیز اشاره می‌کند یا از آن الهام می‌گیرد؛ این اشعار از روایت مستقیم پرهیز می‌کنند؛ و معمولاً سرایندگان و تاریخ سرایش آن‌ها نیز شناخته شده‌اند، بر خلاف اشعار ادایی.